# Kératose pilaire
La kératose pilaire (nom féminin) est une maladie génétique qui se traduit par une peau granuleuse principalement située sur les faces postérieures des bras, des cuisses, des fesses et quelquefois sur le visage. Cette maladie survient le plus souvent lors de l'adolescence mais peut se manifester à tout âge. Celle-ci apparaît la plupart du temps sur des peaux à tendance allergique. La kératose pilaire est liée à la surproduction de kératine ce qui empêche l’ouverture du follicule pileux.

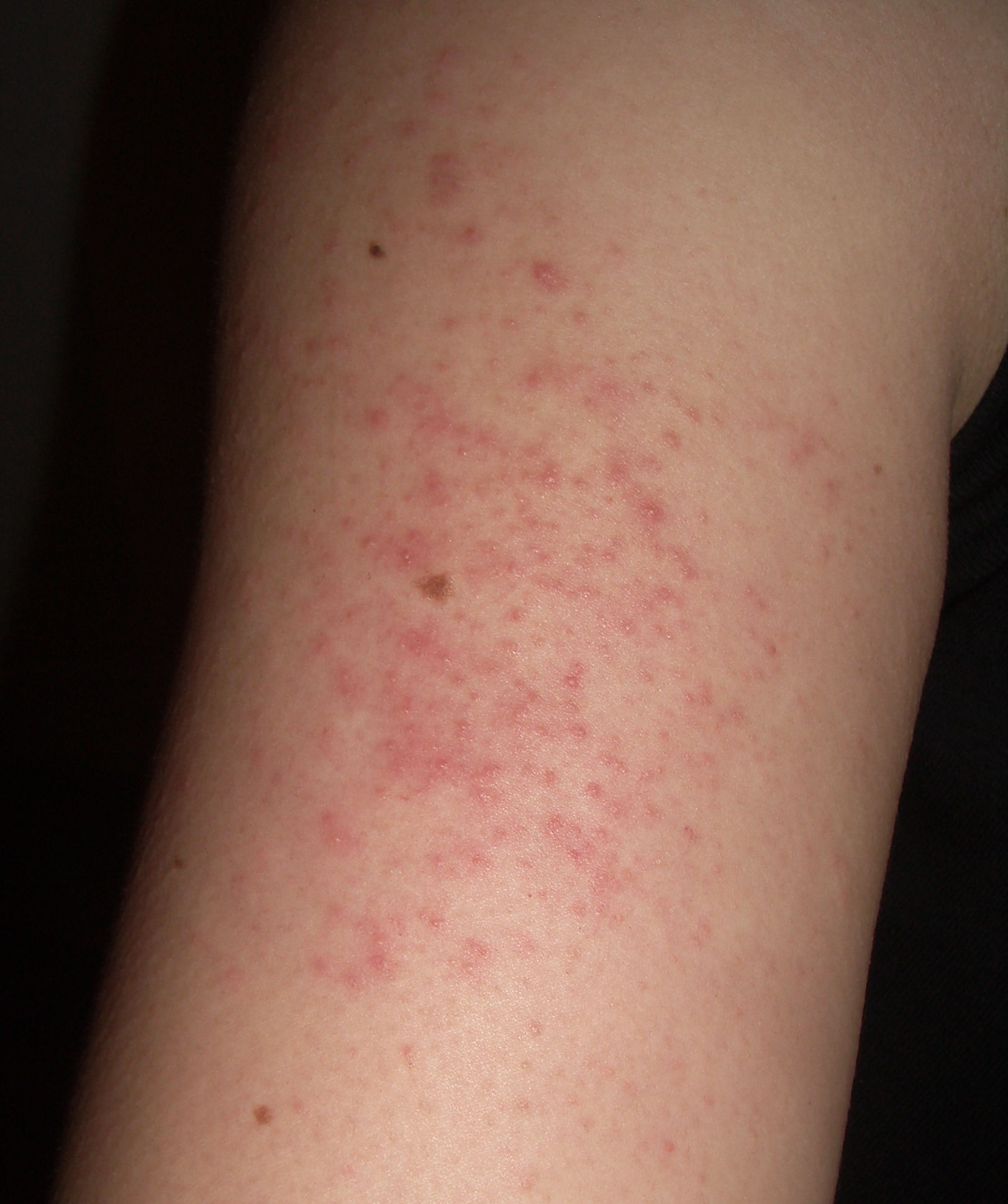
Aspect de la peau atteinte de la kératose pilaire

## Étymologie
Le mot kératose proviendrait de « kerato », désignant les mots corne/cornée, et « ose », indiquant les maladies non inflammatoires. Le mot « pilaire » signifie poilu ou en rapport avec le poil.

## Épidémiologie
La kératose pilaire touche 40% de la population mondiale : 50% sont touchés avant l’âge de 10 ans et 35% entre 11 et 20 ans. À l’âge adulte elle peut disparaître ou au contraire persister. Dans certains cas elle apparaît chez la femme durant la grossesse.

## Causes
Une kératose est une maladie de peau caractérisée par un épaississement de la couche cornée de l'épiderme (couche supérieure composée de cellules mortes dures comme de la corne). La kératose pilaire survient à la suite d'une surproduction de kératine ce qui empêche l'ouverture du follicule pileux et se traduit par une peau tachée et l'apparition de poils incarnés. Comme l'entrée du follicule est bouchée, le sébum ne peut s'écouler et la peau devient sèche.

## Différentes formes de la kératose pilaire
Cette maladie se présente sous plusieurs formes : 
- la kératose pilaire basique : elle se manifeste sur l'arrière des bras, le visage et les cuisses. Il n'y a aucune présence de démangeaisons ;
- la kératose pilaire rouge : elle est plus souvent présente sur les joues et peut même créer des cicatrices ;
- la kératose pilaire acquise : elle survient lors de contact avec des produits irritants[4].

Cette maladie peut aussi se présenter sous la forme blanche ou rouge.

## Prise en charge
Aujourd'hui encore aucun traitement n'est disponible, en revanche il existe quelques solutions afin d'atténuer un minimum la maladie. La kératose pilaire se traite particulièrement à l'aide de médicaments kératolytiques : il est essentiellement constitué d'acide salicylique, d'acide benzoïque , de résorcine et de réducteurs tel que le goudron et par les rétinoïdes. De plus les remèdes naturels sont aussi possibles : le bain à l'avoine, le patch de yaourt, l'huile de coco et le bicarbonate de soude. Il est préférable de respecter certaines règles comme : éviter d'utiliser de l'eau calcaire, exfolier sa peau en douceur, utiliser un savon ou un gel douche surgras, hydrater sa peau quotidiennement et s'exposer au soleil. Il est toutefois possible de faire un peeling à base d'acide glycolique afin de donner un coup d'éclat à la peau et à refermer les pores.

## Évolutions et complications
Au fur et à mesure du temps qui passe, la maladie peut se dissimuler en revanche si elle apparaît avant dix ans, la kératose pilaire peut s'aggraver durant l'adolescence. Mais comme déjà précisé, elle peut faire son apparition à tout âge et peut même se manifester lors de la grossesse. Des traitements sont disponibles pour atténuer la maladie mais leur efficacité n'est pas totale. La kératose pilaire peut donc disparaître avec le temps mais dans certains cas elle peut manifester sa présence tout au long de la vie. Avec ou sans traitements, seul le temps est la meilleure solution, cette maladie est inoffensive et le symptôme principal reste tout de même la gêne esthétique.